# Robert Menasse
Robert Menasse (Viena, 21 de juny de 1954) és un escriptor austríac.

## Biografia
Robert Menasse va estudiar filologia alemanya, filosofia i ciències polítiques a Viena, Salzburg i Messina. L'any 1976 va ser cofundador de la revista estudiantil vienesa Zentralorgan herumstreunender Germanisten (òrgan central de germanistes vagabundejants). El 1980 va obtenir el títol de doctor en filologia amb la tesi El tipus del marginat en el mercat literari, a través de l'exemple de Hermann Schürrer. Anàlisi de la relació especial del mercat literari oficiós i del "underground" literari a l'Àustria de la Segona República.
Del 1981 al 1988 va treballar a la universitat de São Paulo al Brasil, primer com a lector de literatura austríaca, després com a docent convidat a l'institut de teoria literària. Des del seu retorn a Viena treballa com a escriptor autònom també com a traductor del portuguès brasiler.
El 1981 va ingressar com a membre a l'associació més important d'escriptors d'Àustria, l'assemblea d'autores i autors de Graz, la Grazer Autorenversammlung. Dotze anys més tard va ser nomenat membre del PEN Club, del qual l'any 1998 es va donar de baixa com a acte de protesta contra l'afiliació del periodista i autor Paul Kruntorad.
El 1999 va estar durant tres mesos com a Writer in Residence a Amsterdam
Les seves obres s'han traduït a diverses llengües: anglès, basc, búlgar, castellà, croat, eslovè, francès, grec, hindi, italià, lituà, neerlandès, norueg, polonès, portuguès, rus, serbi, txec i hongarès.
Actualment Menasse resideix principalment a Viena. És fill del futbolista austríac Hans Menasse i germanastre de la periodista i escriptora Eva Menasse. Està casat amb Elisabeth Menasse-Wiesbauer.

## Obres
Al llarg de la seva trajectòria com a escriptor, Robert Menasse ha publicat nombroses obres, entre elles, novel·les, assajos i articles:
- Sinnliche Gewißheit. Roman. Rowohlt, Reinbek bei Hamburg 1988.
- Die sozialpartnerschaftliche Ästhetik. Essays zum österreichischen Geist. Sonderzahl, Wien 1990.
- Selige Zeiten, brüchige Welt. Roman. Residenz, Salzburg/Wien 1991.
  - (Traducció al castellà: Tiempos felices, frágil mundo, novela, Alianza Editorial 2008)
- Das Land ohne Eigenschaften. Essay zur österreichischen Identität. Sonderzahl, Wien 1992.
- Phänomenologie der Entgeisterung. Geschichte vom verschwindenden Wissen. Suhrkamp, Frankfurt am Main 1995.
- Schubumkehr. Roman. Residenz, Salzburg/Wien 1995.
- Hysterien und andere historische Irrtümer. Nachwort von Rüdiger Wischenbart. Sonderzahl, Wien 1996.
- Überbau und Underground. Suhrkamp, Frankfurt am Main 1997.
- Mit Elisabeth und Eva Menasse: Die letzte Märchenprinzessin. Illustriert von Gerhard Haderer. Suhrkamp, Frankfurt am Main 1997.
- Mit Elisabeth und Eva Menasse: Der mächtigste Mann. Illustriert von Kenneth Klein. Deuticke, Wien/München 1998.
- Dummheit ist machbar. Begleitende Essays zum Stillstand der Republik. Sonderzahl, Wien 1999.
- Erklär mir Österreich. Essays zur österreichischen Geschichte. Suhrkamp, Frankfurt am Main 2000.
- Die Vertreibung aus der Hölle. Roman. Suhrkamp, Frankfurt am Main 2001, ISBN 3-518-41267-1.
  - (Traducció al castellà: La expulsión del infierno, novela, Alianza Editorial 2004)
- Das war Österreich. Gesammelte Essays zum Land ohne Eigenschaften. Hrsg. v. Eva Schörkhuber. Suhrkamp, Frankfurt am Main 2005.
- Die Zerstörung der Welt als Wille und Vorstellung – Frankfurter Poetikvorlesungen. Edition Suhrkamp 2464, Frankfurt am Main 2006.
- Das Paradies der Ungeliebten. Politisches Theaterstück. Uraufführung 7. Oktober 2006 im Staatstheater Darmstadt
- Don Juan de la Mancha oder die Erziehung der Lust. Roman. Suhrkamp, Frankfurt am Main 2007.
  - (Traducció al castellà: Don Juan de la Mancha, novela, Alianza Editorial 2009)
- Das Ende des Hungerwinters. Lesung- Hoffmann und Campe, Hamburg 2008, ISBN 978-3-455-30595-1.
- Doktor Hoechst – Ein Faustspiel. Eine Tragödie. Theaterstück. Uraufführung 25. April 2009 im Staatstheater Darmstadt. Inszenierung: Hermann Schein.
- Ich kann jeder sagen: Erzählungen vom Ende der Nachkriegsordnung. Suhrkamp, Frankfurt am Main 2009.
- Permanente Revolution der Begriffe. Vorträge zum Begriff der Abklärung, Essays. Suhrkamp, Frankfurt am Main 2009, ISBN 978-3-518-12592-2
- Der Europäische Landbote, Die Wut der Bürger und der Friede Europas oder Warum die geschenkte Demokratie einer erkämpften weichen muss. Zsolnay, Wien 2012, ISBN 978-3-552-05616-9.
- Heimat ist die schönste Utopie. Reden (wir) über Europa, Edition Suhrkamp, Berlin 2014, ISBN 978-3-518-12689-9.
- „Weil Europa sich ändern muss.“ Im Gespräch mit Gesine Schwan, Robert Menasse, Hauke Brunkhorst. Springer VS, Wiesbaden 2015, ISBN 978-3-658-01391-2.
- Was ist Literatur. Ein Miniatur-Bildungsroman. Bernstein-Verlag, Siegburg 2015, ISBN 978-3-945426-09-8.
- Europa. Die Zukunft der Geschichte. Katalog und Ausstellung am Kunsthaus Zürich. Cathérine Hug und Robert Menasse (Hrsg.), mit Beiträgen u. a. von Melinda Nadj Abonji, Zygmunt Bauman, Horst Bredekamp, Burcu Dogramaci, Julia Kristeva, Konrad Paul Liessmann, Thomas Maissen, NZZ libro, Zürich 2015, ISBN 978-3-03810-088-1.
- Feiert das Leben! Katalog und Ausstellung am Kunsthistorischen Museum Wien. Cathérine Hug und Robert Menasse (Hrsg.), mit der Teilnahme u. a. von Kader Attia, Barbara Coudenhove-Kalergi, Daniel Knorr, Manuela Laubenberger, Erik van Lieshout, Teresa Margolles, Arnulf Rainer, Hans Schabus, Hubert Scheibl, Daniel Spoerri, Nives Widauer und Josef Zotter, Wien 2016, ISBN 978-3-903004-62-7.
- Europa. Akzente, 3 /2016. Robert Menasse und Jo Lendle (Hrsg.), mit Beiträgen von Lily Brett, György Dragomán, Dana Grigorcea, Zbigniew Herbert, Elfriede Jelinek, Ingo Schulze, Adam Zagajewski u. a. Carl Hanser Verlag, München 2016, ISBN 978-3-446-25547-0.
- Warum? Das Vermächtnis des Jean Améry. Cathérine Hug im Gespräch mit Robert Menasse über Jean Améry, seine Wirkung und Aktualität. Bernstein-Verlag, Siegburg 2016, ISBN 978-3-945426-21-0.
- „Kritik der Europäischen Vernunft – Critique de la raison européene – A Critique of European Reason.“ Festrede vor dem Europäischen Parlament: „60 Jahre Römische Verträge“. (mit dem „Manifest für die Begründung einer Europäischen Republik“ im Anhang). Dreisprachig: Deutsch/Französisch/Englisch. Bernstein-Verlag, Siegburg 2017, ISBN 978-3-945426-28-9.
- Die Hauptstadt, Roman. Suhrkamp, Berlin 2017, ISBN 978-3-518-42758-3.
  - (Traducció al castellà: La capital, novela, Seix Barral 2018)

## Premis, Distincions i Beques
- 1987: Staatsstipendium des Bundesministeriums für Unterricht und Kunst für Literatur
- 1989: Förderungspreis der Stadt Wien für Literatur
- 1990: Heimito-von-Doderer-Preis der Niederösterreichischen Gesellschaft für Kunst und Kultur
- 1991: Staatsstipendium des Bundesministeriums für Unterricht und Kunst für Literatur
- 1992: Hans-Erich-Nossack-Förderpreis für Prosa des Kulturkreises der Deutschen Wirtschaft im Bundesverband der Deutschen Industrie Köln
- 1992: Förderungspreis für Literatur des Theodor-Körner-Stiftungsfonds zur Förderung von Wissenschaft und Kunst
- 1992/1993: Elias-Canetti-Stipendium der Stadt Wien
- 1994: Aufenthalt in Berlin im Rahmen eines Stipendiums des DAAD
- 1994: Marburger Literaturpreis
- 1994: Förderungspreis des Bundesministeriums für Unterricht und Kunst für Romane
- 1994: Alexander-Sacher-Masoch-Preis
- 1996: Hugo-Ball-Preis der Stadt Pirmasens
- 1998: Österreichischer Staatspreis für Kulturpublizistik
- 1999: Grimmelshausen-Preis
- 1999: Writer in Residence in Amsterdam
- 2002: Joseph-Breitbach-Preis Mainz
- 2002: Friedrich-Hölderlin-Literaturpreis der Stadt Bad Homburg
- 2002: Lion-Feuchtwanger-Preis der Berliner Akademie der Künste
- 2002: Marie-Luise-Kaschnitz-Preis der Evangelischen Akademie Tutzing
- 2003: Erich-Fried-Preis
- 2003: Niederländischer Buchpreis
- 2006: Ernennung zum Ritter des französischen Ordens der „Arts et Lettres“
- 2007: Prix Amphi der Universität Lille, für den besten nicht-französischsprachigen Roman Die Vertreibung aus der Hölle/ Chassés de l'enfer
- 2010: Goldenes Wiener Verdienstzeichen
- 2012: Österreichischer Kunstpreis für Literatur
- 2013: Donauland-Sachbuchpreis, für Der europäische Landbote. Die Wut der Bürger und der Friede Europas
- 2013: Heinrich-Mann-Preis
- 2013: Das politische Buch, für Der europäische Landbote. Die Wut der Bürger und der Friede Europas
- 2014: Max Frisch-Preis der Stadt Zürich
- 2014: Großes Goldenes Ehrenzeichen des Landes Niederösterreich
- 2015: Niederösterreichischer Kulturpreis – Würdigungspreis
- 2015: Prix du livre européen, für Der Europäische Landbote
- 2017: Deutscher Buchpreis für Die Hauptstadt
- 2018: Walter-Hasenclever-Literaturpreis
- 2019: Carl-Zuckmayer-Medaille